# 卢遐
卢遐（生卒年不详），范阳涿（今河北省涿州市）人，北魏官员，卢度世的堂兄。

## 生平
卢遐与堂弟卢度世都以学识和德行为当时的名流看重，卢遐特别为崔浩所尊敬，官至尚书、光禄大夫，封范阳子。魏太武帝拓跋焘年间，卢遐与李訢、卢度世、李敷等人都以聪敏机敏在朝中参与机密事务，传达诏令。
卢遐的夫人是崔浩的女儿，王慧龙的夫人及卢遐的夫人都怀孕时，崔浩对他们说：“你们将来生下的孩子，都是我的外孙，可以指腹为亲。”等到王慧龙的儿子王宝兴和卢遐的女儿卢氏结婚时，崔浩主持婚礼，亲自监视，他对客人们说：“这家礼的事务，应当尽善尽美。”

## 家族

### 夫人
- 清河崔氏，北魏司徒、东郡公崔浩之女

### 女儿
- 卢氏，嫁北魏龙骧将军、长社侯王宝兴